# Эли, Исаак
Исаак Эли (араб. اسحاق ايلي‎; 24 ноября 1928, Бор — 1999) — суданский легкоатлет, выступавший в барьерном беге. Участник летних Олимпийских игр 1960 года.

## Биография
Исаак Эли родился 24 ноября 1928 года в египетском городе Бор (сейчас в Южном Судане).
В 1960 году вошёл в состав сборной Судана на летних Олимпийских играх в Риме. В беге на 110 метров с барьерами не смог завершить забег 1/8 финала.
Наряду с Хамданом Эль-Тайебом, выступавшим в беге на 100 метров, стал одним из двух первых суданских легкоатлетов, участвовавших в летних Олимпийских играх.

## Личный рекорд
- Бег на 110 метров с барьерами — 14,5 (1960)[4]

## Увековечение
Стадион в Хартуме назван именем Исаака Эли.